# Hirundo neoxena
Hirundo neoxena  é um pequeno pássaro da família das andorinhas.
É uma espécie nativa da Austrália e Melanesia.

## Galeria

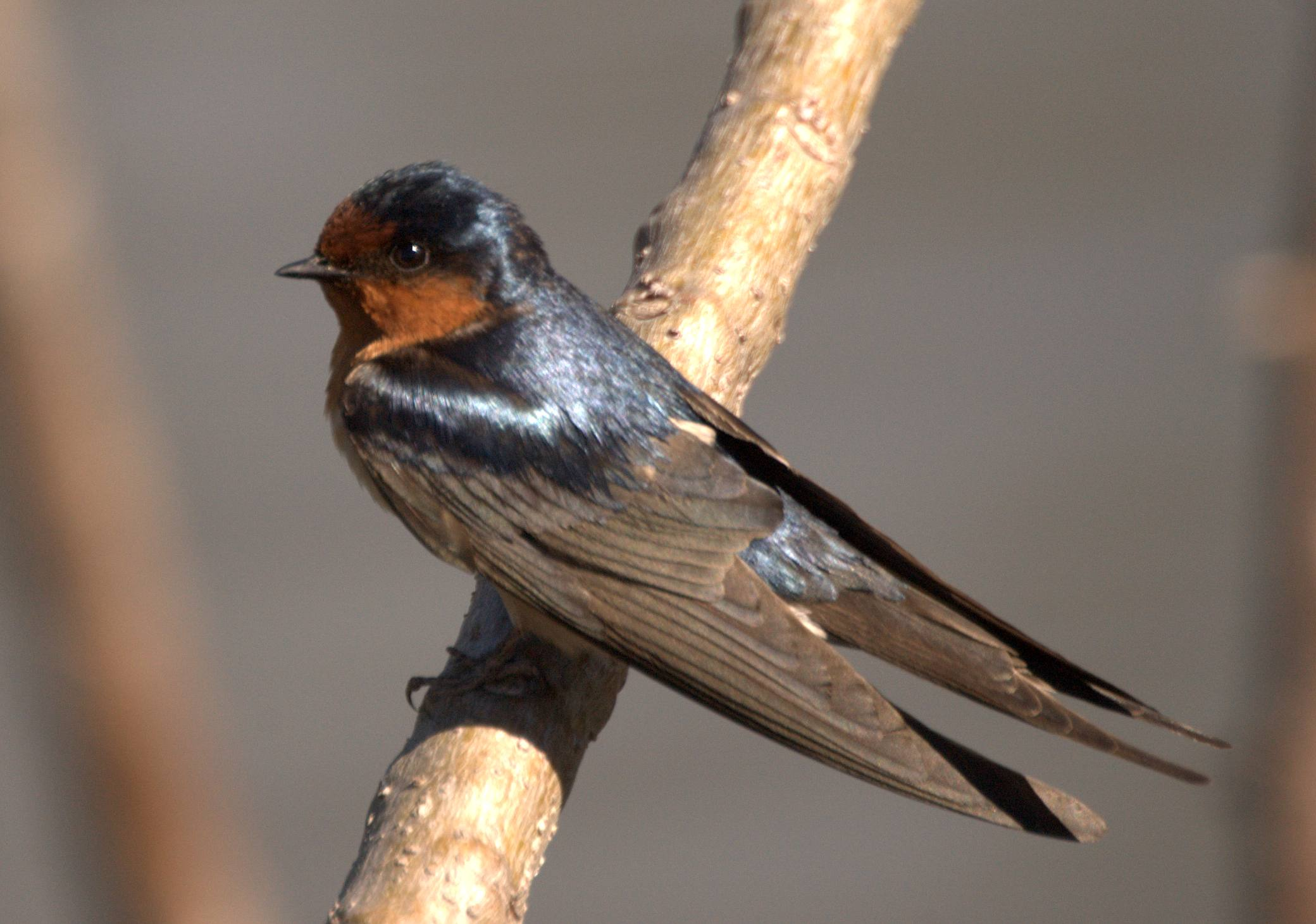
Pássaro adulto
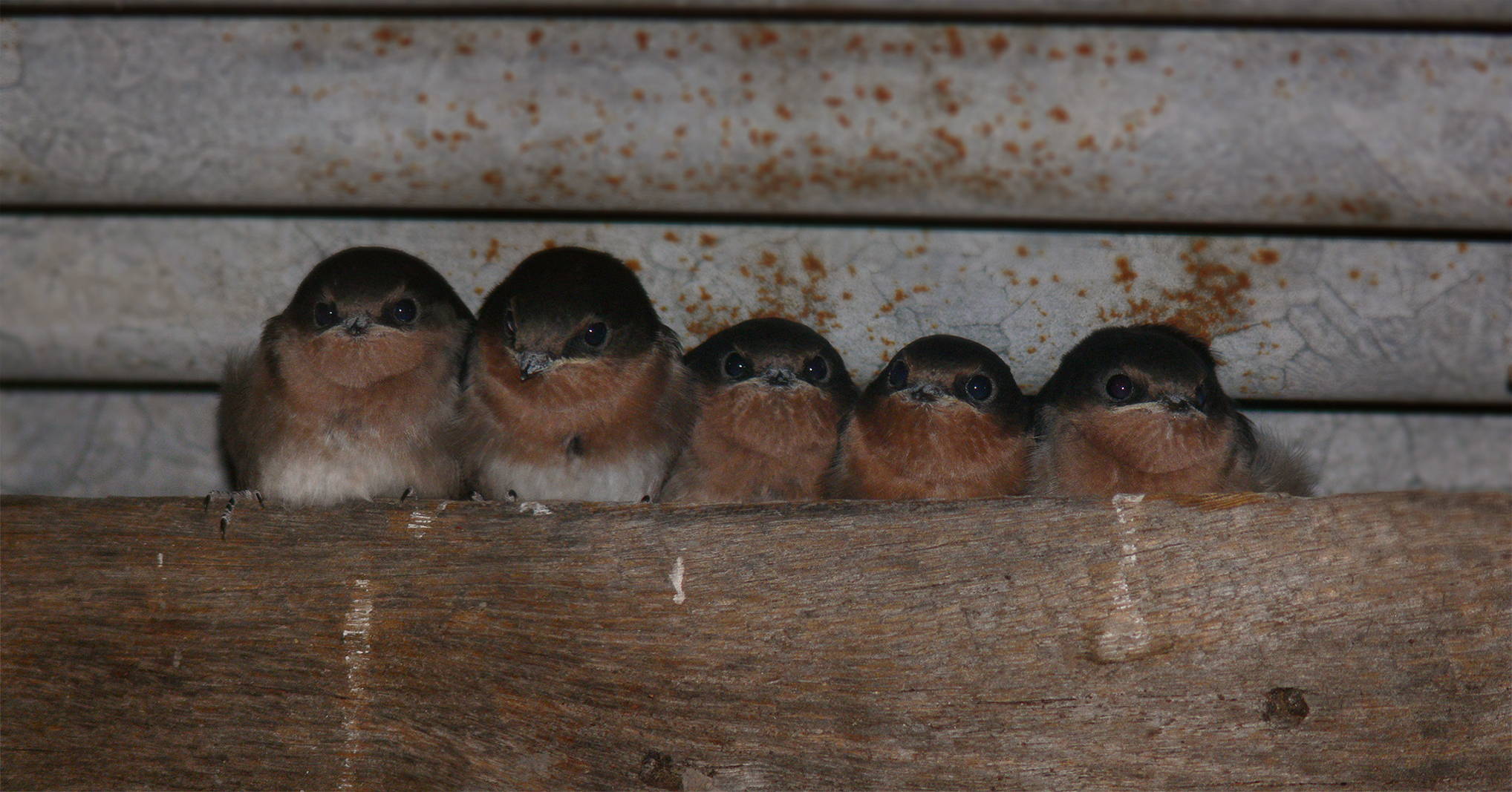
Pais (esquerda) com três filhotes
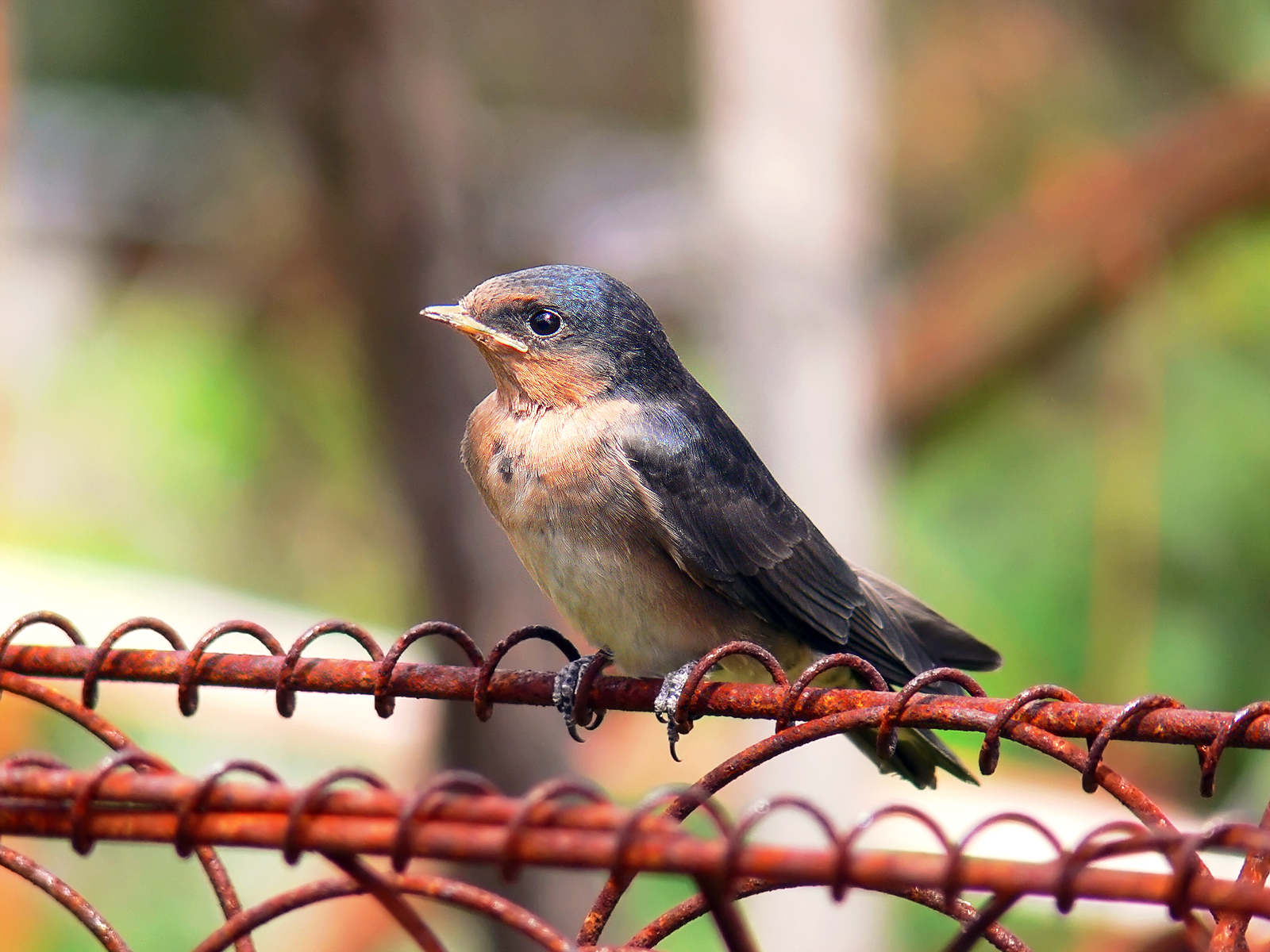
Foto de pássaro no primeiro dia que abandonou o ninho